# Bonanno Pisano

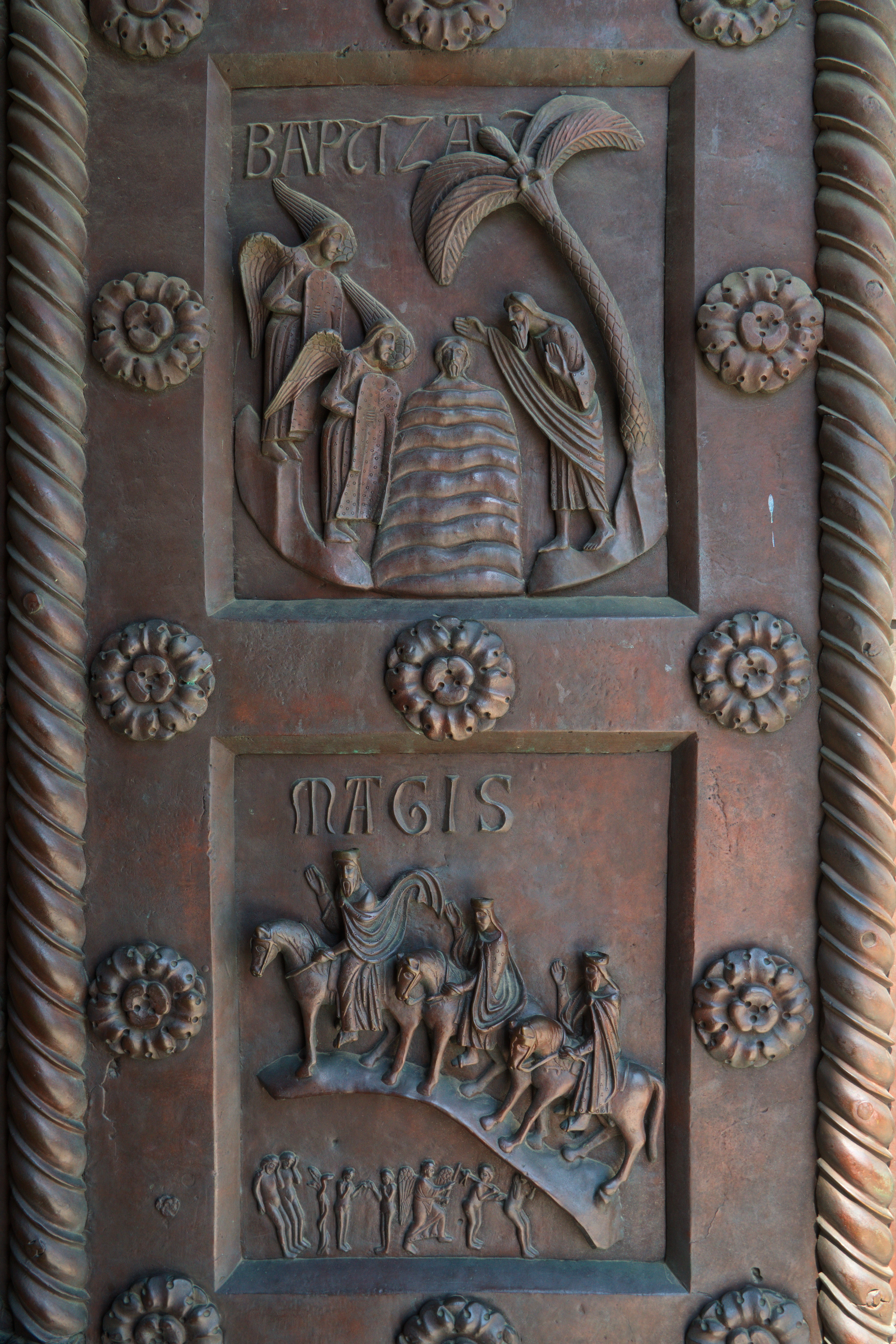
Detail des San-Ranieri-Tors der Kathedrale von Pisa

Bonanno Pisano (* in Pisa; † ebenda) war ein italienischer Architekt und Bildhauer, dessen Werke in der Zeit zwischen 1170 und 1180 entstanden. Als Bildhauer vereinte er byzantinische mit klassischen Elementen. Giorgio Vasari nennt einen Guglielmo neben Bonanno als Architekten des Schiefen Turms von Pisa, dessen Grundstein 1173 gelegt wurde.
Durch die Entzifferung der 1838 in Bonannos Grab bei Ausgrabungen gefundenen Tafeln, gelang der Paleografie-Expertin, Giulia Ammannati im Jahr 2019 zu beweisen, dass Bonanno tatsächlich als Erbauer eines „wunderbaren Werks“ benannt werden kann und sein Plan auch bei der Wiederaufnahme der Bauarbeiten im 13. Jahrhundert noch benutzt wurde.

## Leben
Pisano wurde in Pisa geboren, wo er den größten Teil seines Lebens wirkte. In den 1180ern ging er nach Monreale und fertigte die Türen für die dortige Kathedrale. Er kehrte nach Pisa zurück, wo er auch starb und begraben wurde. Am Fuß des Schiefen Turms wurde 1820 der Abdruck einer Metallplatte mit seinem Namen gefunden.

## Werke

### Porta Reale
Im März 1179 begann Pisano seine Arbeit an der bronzenen Porta Reale für die Kathedrale von Pisa und beendete diese im März 1180. Die Tür wurde durch ein Feuer 1595 komplett zerstört.

### San-Ranieri-Tor von Pisa
1186 schuf er das San-Ranieri-Tor am rechten Querschiff der Kathedrale von Pisa. Die Darstellungen behandeln Episoden des Lebens Christi.

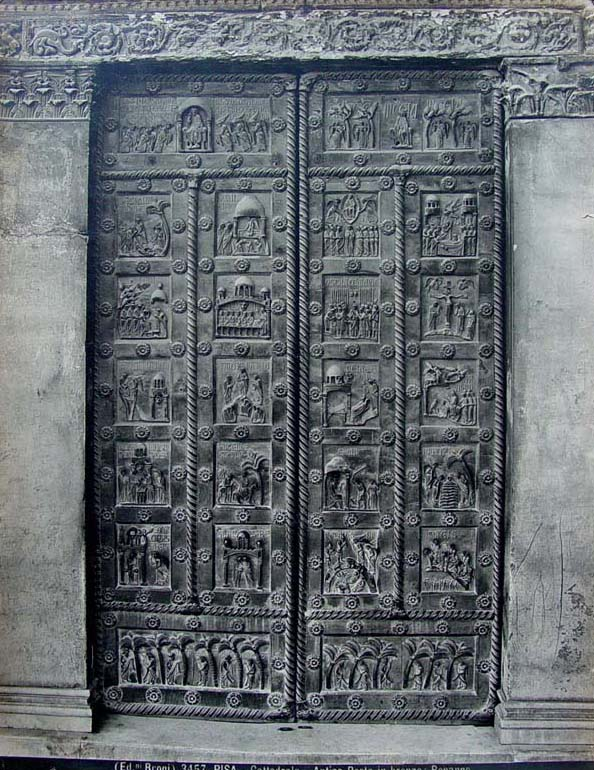
Das San-Ranieri-Tor in einem Foto Giacomo Brogis (um 1870)
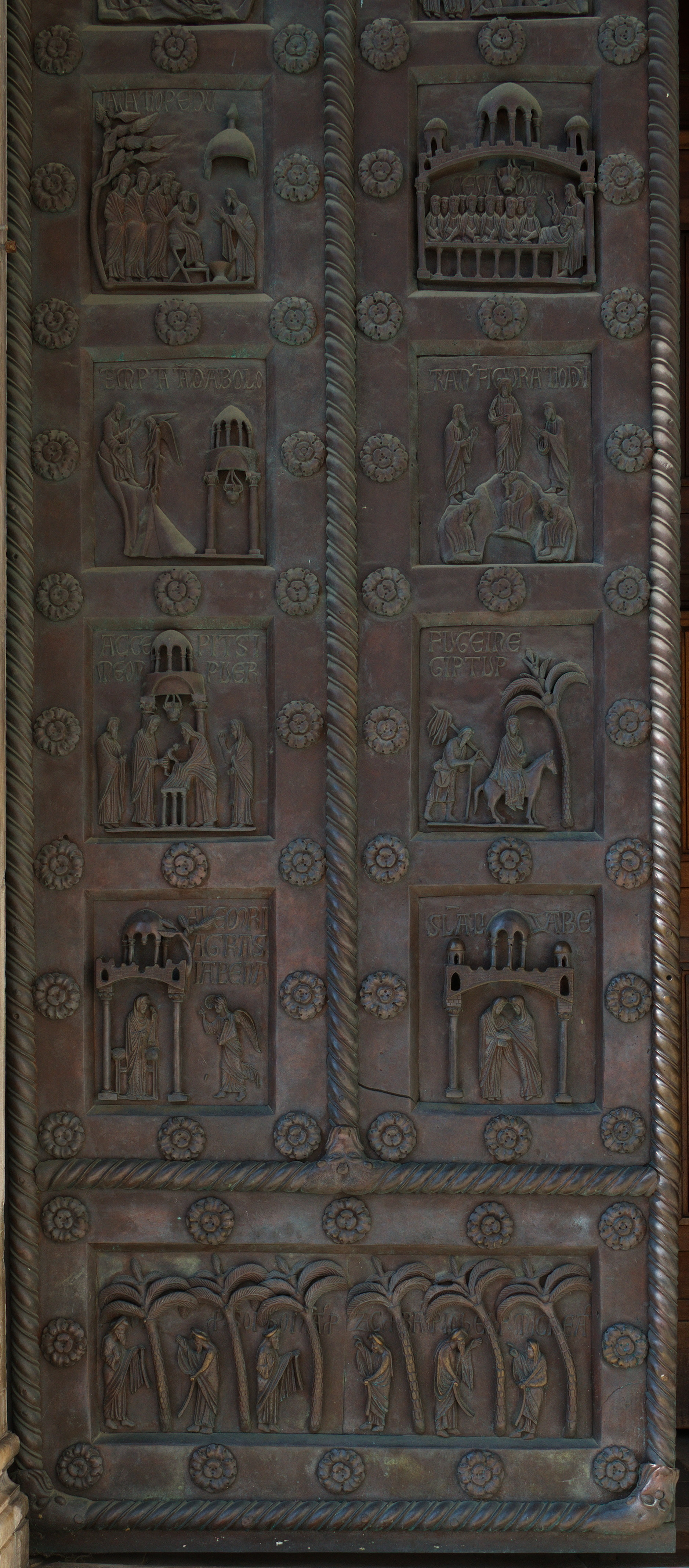
Linker Flügel des San-Ranieri-Tors
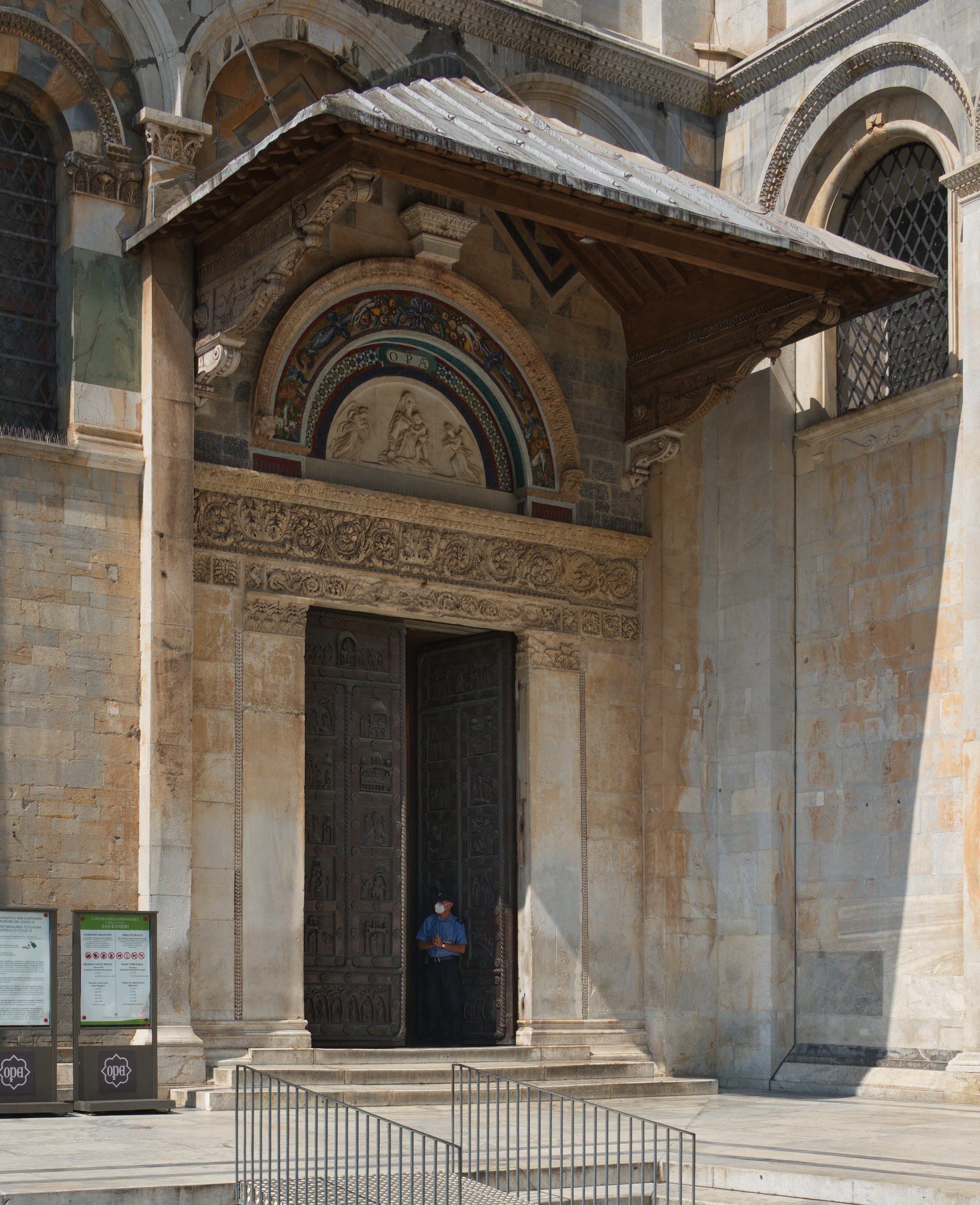
Das San-Ranieri-Tor
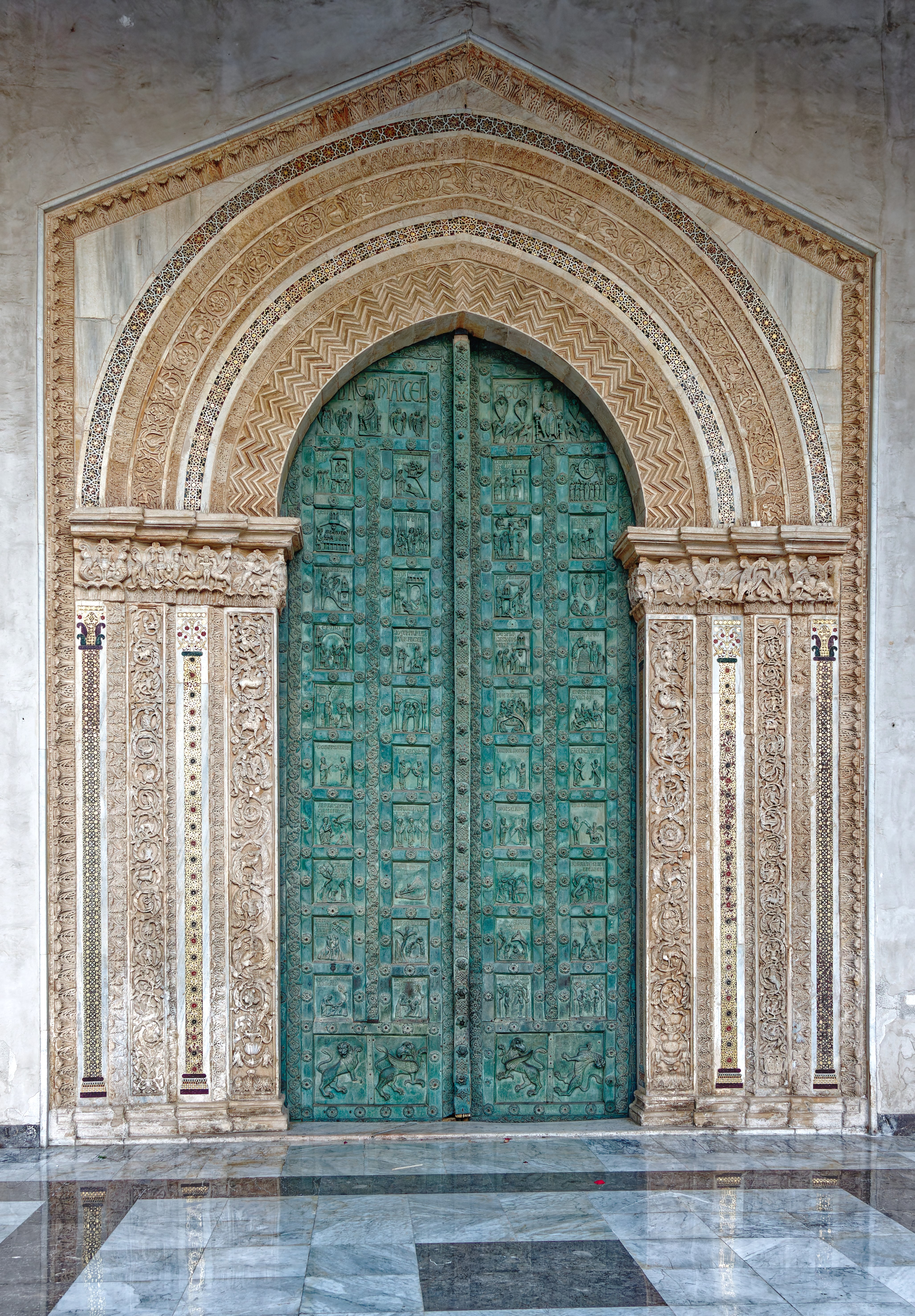
Das Hauptportal der Kathedrale von Monreale

### Tor der Kathedrale in Monreale
Entstanden zwischen 1185 und 1186, zeigt es im unteren Bereich Szenen des alten Testaments, beginnend mit Adam und Eva und im oberen Bereich, abschließend mit Christus und Maria im Paradies, fünf Szenen des neuen Testaments. Signiert ist das Tor „Bonannus civis pisanus me fecit“, „Bonanno, Bürger Pisas, hat mich gemacht“. Bartoloni nimmt wegen der Datierung nach dem in Sizilien ungebräuchlichen calculus Pisanus an, dass die Flügel des Tores in Pisa gefertigt und dann per Schiff nach Sizilien gebracht worden seien.

Details des Tors von Monreale
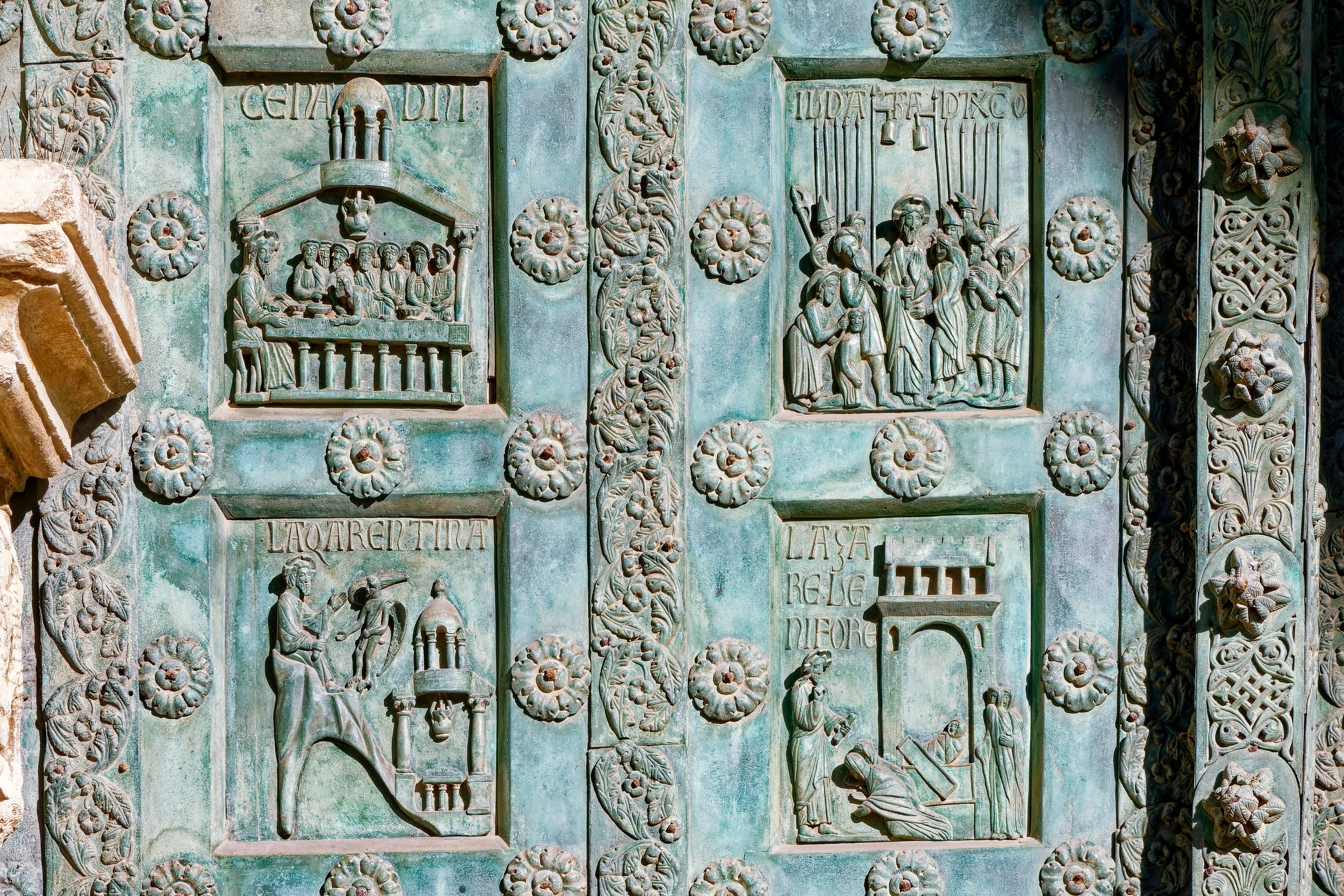
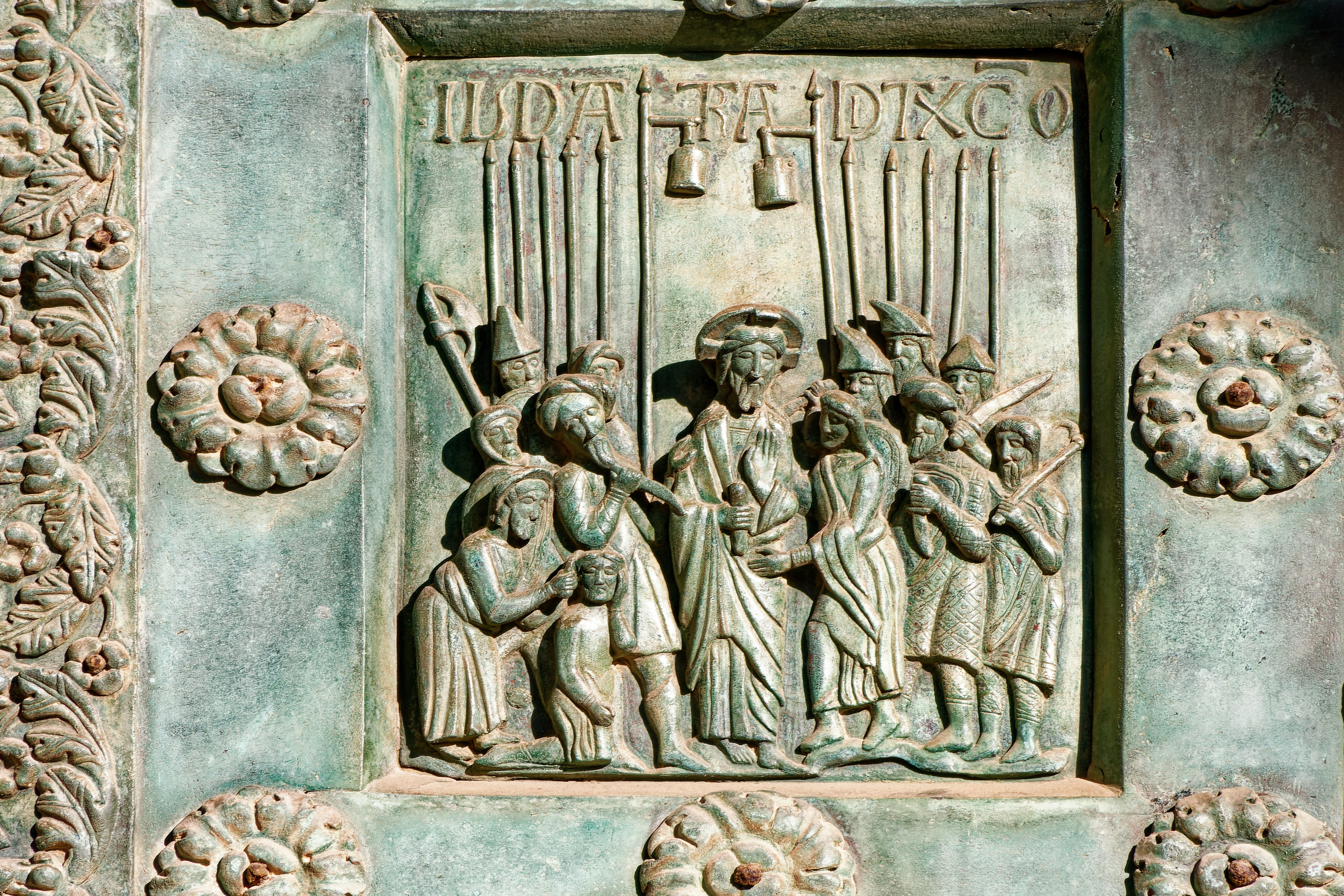
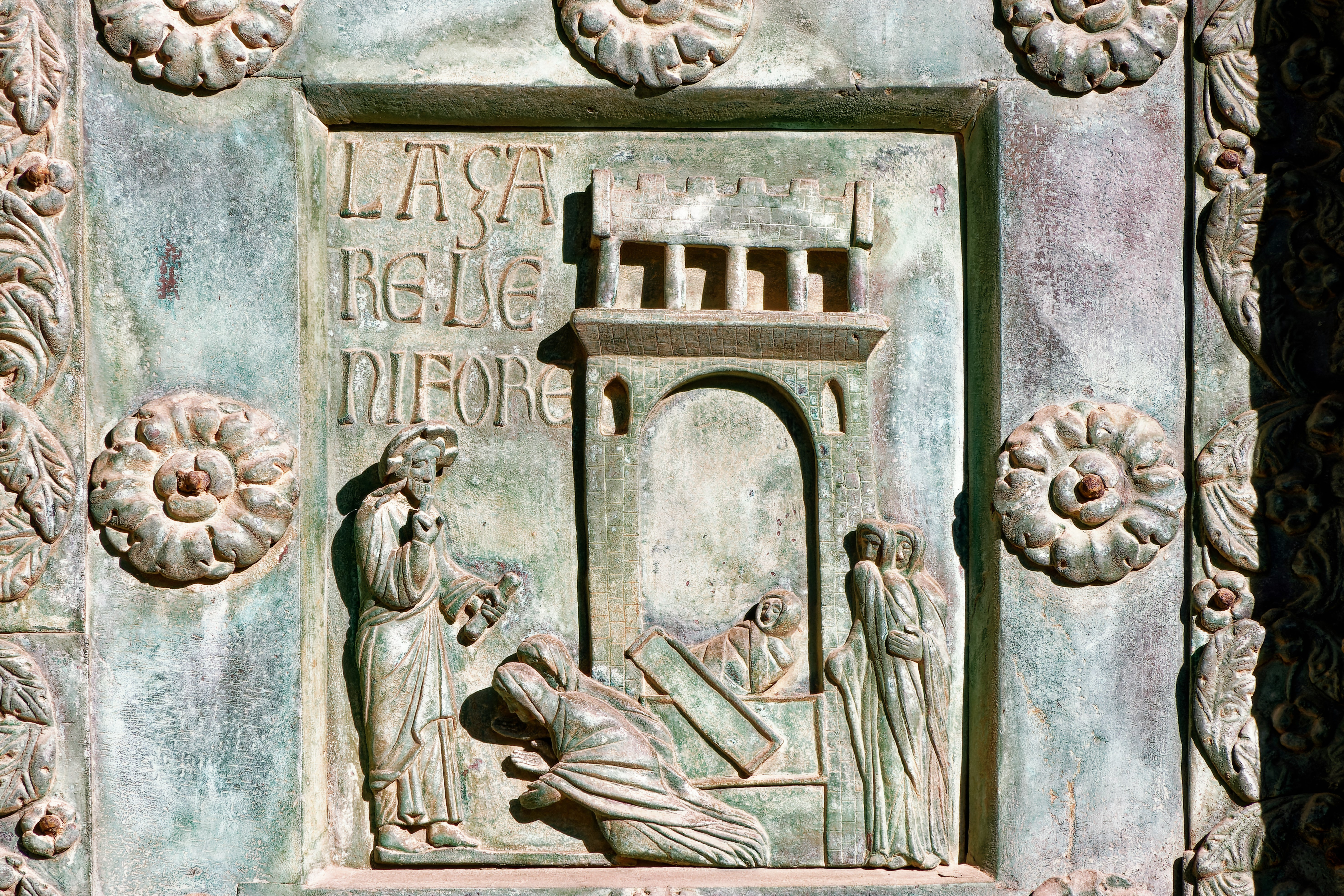
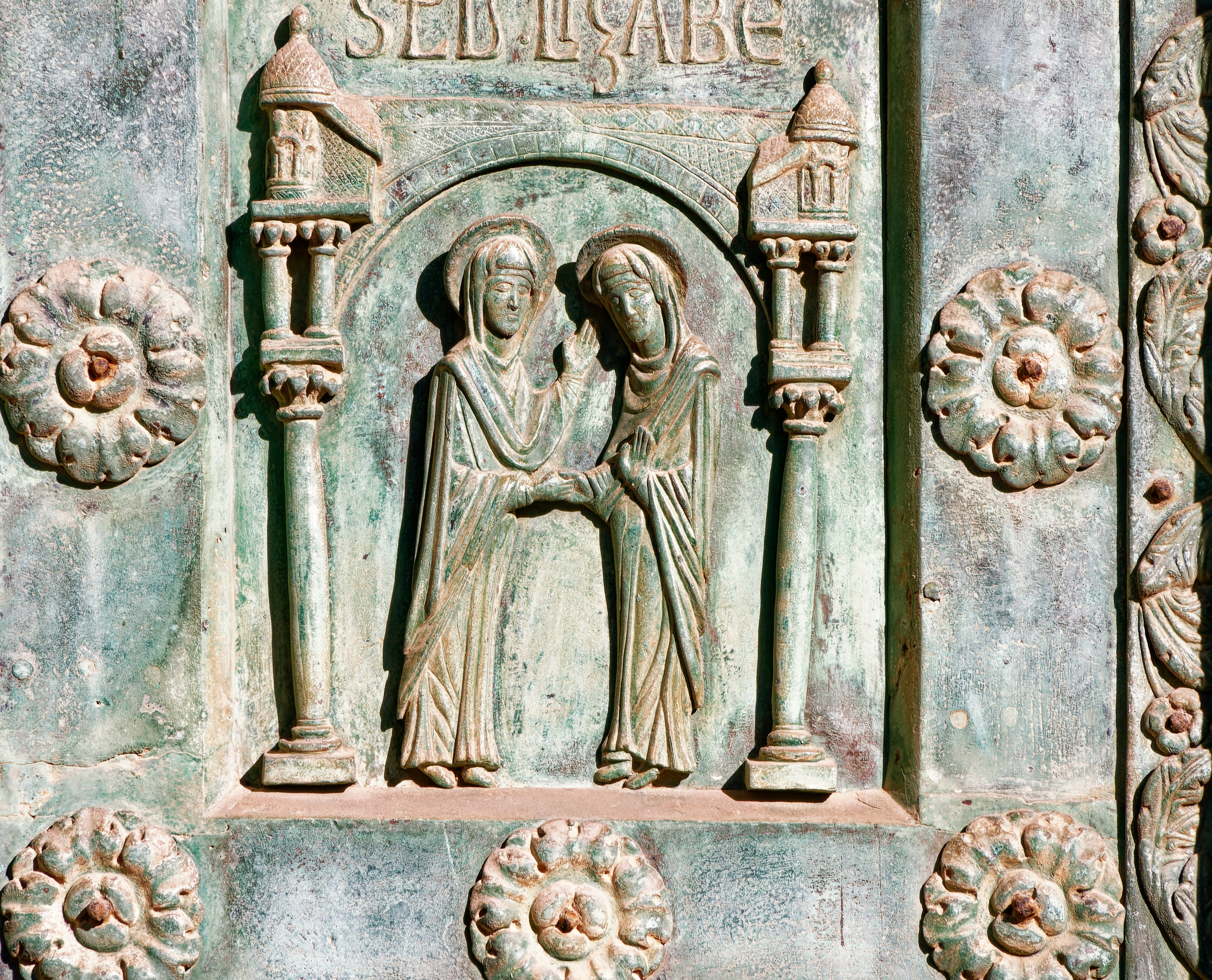
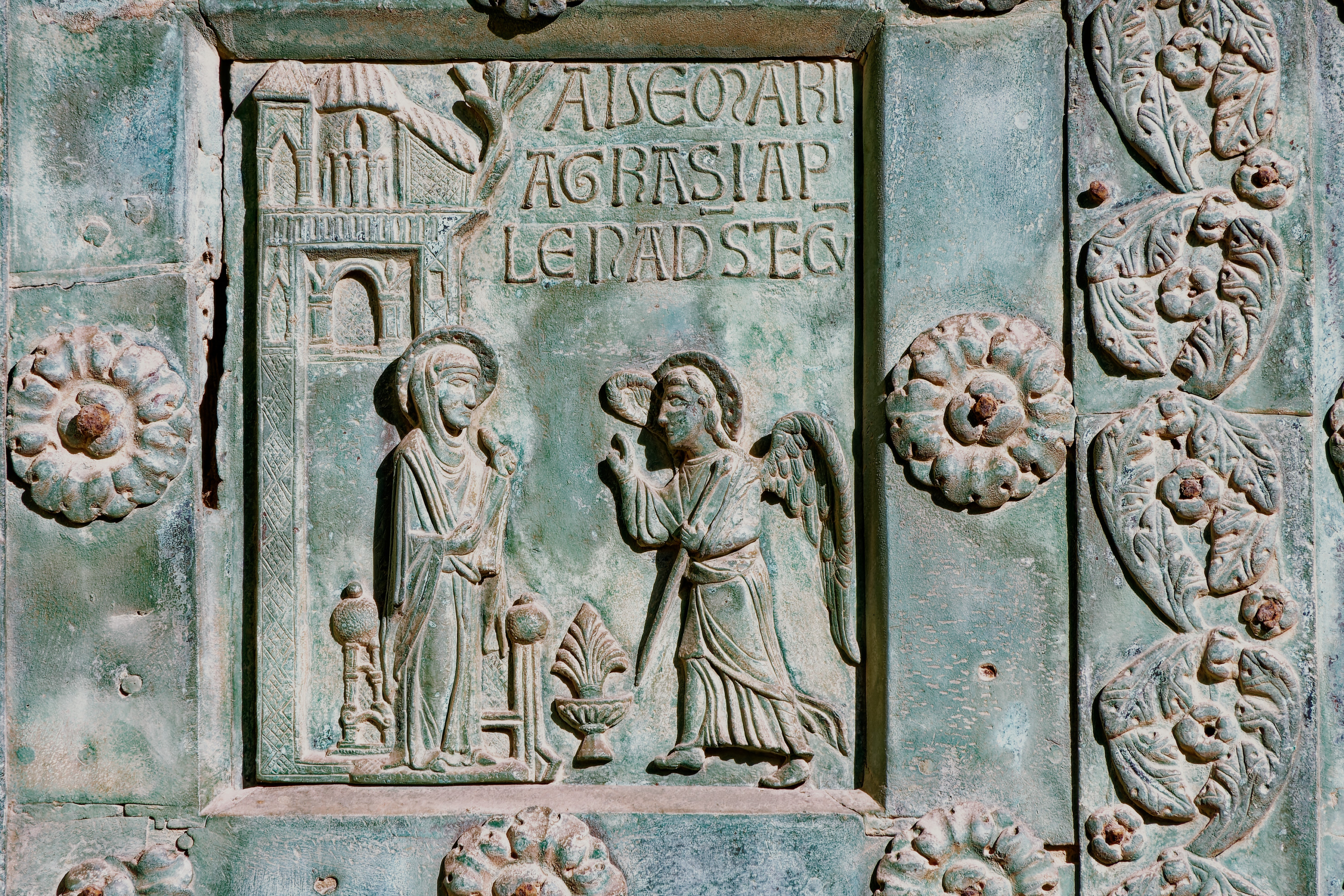
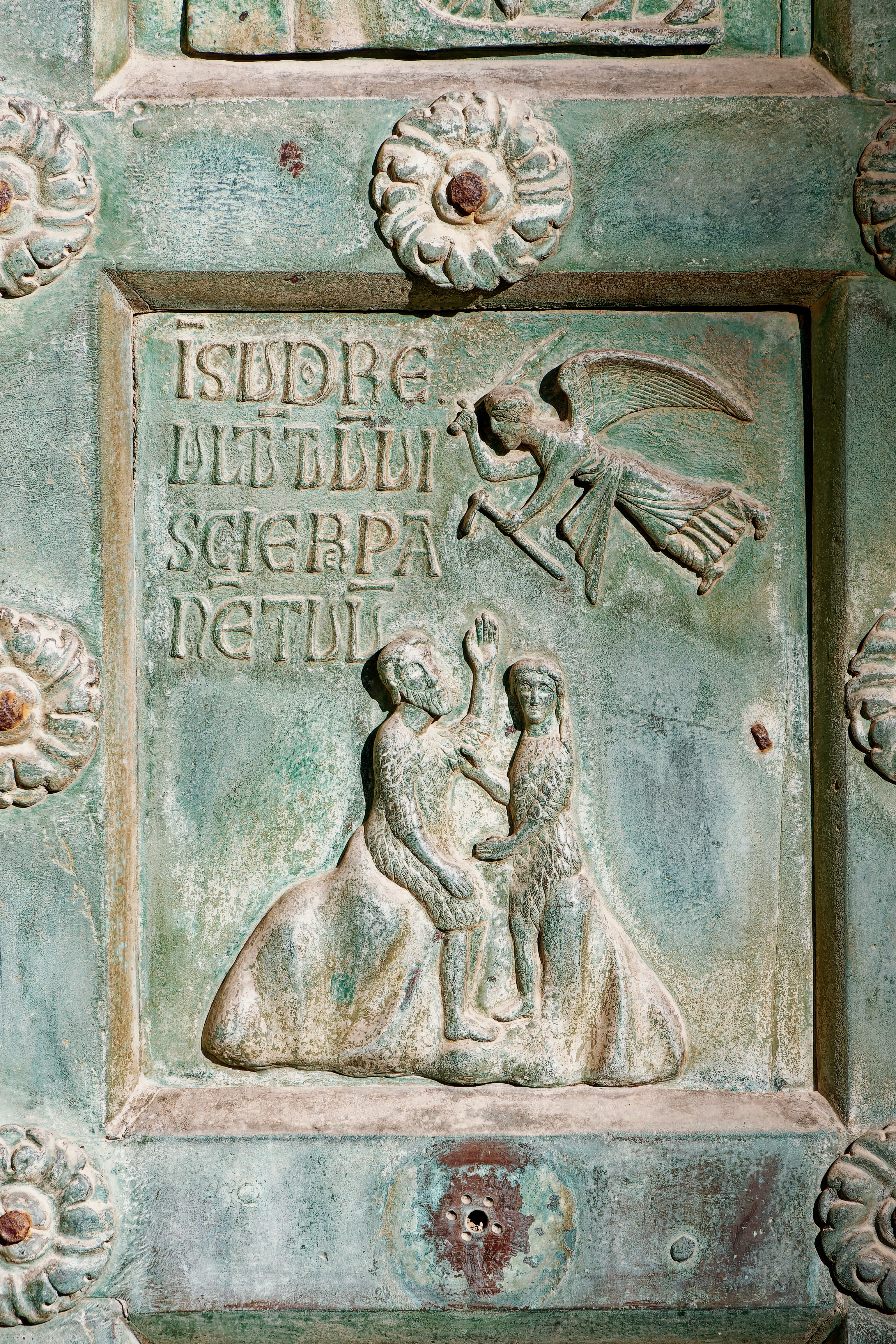